# Mesonísia
Mesonísia, en grec moderne : Μεσονήσια, est un village du dème d'Amári, dans le district régional de Réthymnon de la Crète, en Grèce. Selon le recensement de 2001, la population de Mesonísia compte 97 habitants.
Le village est situé à une distance de 40 km de Réthymnon et à une altitude de 700 mètres.

## Source de la traduction
- (el) Cet article est partiellement ou en totalité issu de l’article de Wikipédia en grec moderne intitulé « Μεσονήσια Ρεθύμνης » (voir la liste des auteurs).